# Doaligou (Diapangou)
Pour les articles homonymes, voir Doaligou.
Doaligou est une commune située dans le département de Diapangou de la province du Gourma dans la région de l'Est au Burkina Faso.

## Géographie
Doaligou est situé à 15 km au Nord de Diapangou, le chef-lieu du département, et à 4 km au Nord de Balga.

## Santé et éducation
Le centre de soins le plus proche de Doaligou est le centre de santé et de promotion sociale (CSPS) de Balga.